# トリーンティ・キーファー

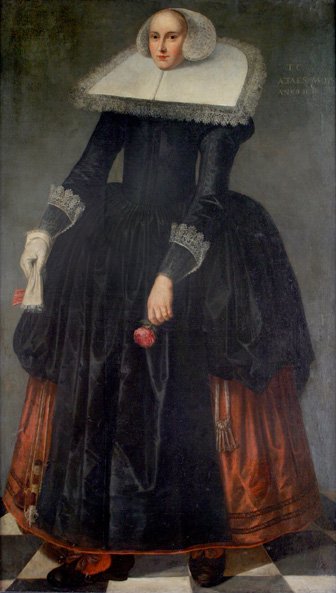
トリーンティ・キーファー

トリーンティ・キーファー（蘭: Trijntje Keever、1616年4月10日または4月16日 - 1633年7月2日）は、オランダのエダム出身の、史上最も背の高い女性だといわれている人物。De Groote Meid（大きな女の子）というニックネームをつけられ、身長はおそらく254cmに達していただろうといわれており、靴のサイズも40cmあったといわれている。
ギネス世界記録で認定されている史上最も背の高い女性は中国の曾金蓮（ズン・ジンリエン、1964-1982）であり、キーファーの記録は非公認記録である。

## 来歴
彼女はコルネリス・キーファーとアナ・パウウェルズの娘として生まれた。父のコルネリスは船長であり、母のアナは彼のメイドをしており、1605年5月24日に結婚した。最初に身長について言及されているのは彼女が9歳の時の1625年6月30日で、当時すでに2mあったという。
彼女は17歳のとき、オランダ南西部のフェーラで癌によって死亡した。葬儀は彼女が生まれた町のエダムで行われた。彼女の墓石には『Trijntje Crelis groote meidt oudt 17 jaer』（トリーンティ・キーファー、大きな女の子、17歳）と刻まれている。エダム市内の市役所には、右の画像のような作者不詳の絵が飾られている。